# 인어대방
인어대방(隣語大方)은 18~19세기에 조선과 일본에서 사용된 조선어-일본어 학습서이다. 정확한 발간 연도는 불명이며, 동일한 이름의 여러 이본이 존재한다.

## 조선간본 인어대방
편자와 간행 연도는 미상이지만, 승정원일기의 기록에 의하면 왜학 당상역관 최기령(崔麒齡)에 의해 1790년(정조14)에 동명의 서적이 간행되었다는 기술이 실려 있다.
10권 5책으로서 규격은 세로 33.2센티미터, 가로 20.8센티미터이다.
- 第一冊　第一巻(35장) 第二巻(12장)
- 第二冊　第三巻(30장) 第四巻(27장)
- 第三冊　第五巻(22장) 第六巻(20장)
- 第四冊　第七巻(17장) 第八巻(20장)
- 第五冊　第九巻(24장) 第十巻(29장)

## 교토 대학 소장 나에시로가와 사본 《인어대방・강화(講話)》
4권 2책으로 제1책은 26장, 제2책은 28장이다. 1917년 신무라 이즈루 박사가 가고시마 현 히오키 군 나에시로가와의 조선출신 귀화인의 자손으로부터 구입,입수하였다. 책에〈安政6年末神無月写之朴平覚〉(안세이 6년 말 음력10월 박평각 필사)이라는 적혀 있는 것으로 보아 1859년에 필사된 것임을 알 수 있다. 각 장 7행의 조선어 문장에 일본어 해석문을 오른쪽에 작게 달아 놓았다. 《강화린어대방발췌(講和隣語大方抜粋)》라는 사본 1권은 별도이다. 문자그대로 인어대방의 발췌본인데 발췌의 기준은 분명하지 않다.

## 인어대방에 보이는 일본어의 특징
인어대방에 사용된 일본어는 역사적 가나 표기법에서 발음중시의 가나 표기법으로 바뀌는 과도기정 과정으로 동일한 단어에 여러 가지  표기가 보인다.
- 御座らいで(五7)　御座らゐで(二6ウ)　御坐らひで(一21)
- 存知ますまい(八13ウ)　過まするまゐ(七5)　忘ますまひ(三8)
- 於(二11)　於て(五6)　置て(六2ウ)　おいて(一28ウ)　おゐて(五5ウ)　おひて(十15)
- 御代官中え(十28)　都ゑ(五22)　爰元へ(四6ウ)